# Caribalveolina
Caribalveolina es un género de foraminífero bentónico de la familia Alveolinidae, de la superfamilia Alveolinoidea, del suborden Miliolina y del orden Miliolida. Su especie tipo es Praealveolina michaudi.  Su rango cronoestratigráfico abarcaba desde el Campaniense hasta el Maastrichtiense inferior (Cretácico superior).

## Clasificación
Caribalveolina incluye a las siguientes especies:
- Caribalveolina obesa †
- Caribalveolina michaudi †
- Caribalveolina globosa †